# Вибраниум
Вибраниум (англ. Vibranium) — вымышленный металл, появляющийся в комиксах издательства Marvel Comics. Наиболее известен как один из самых прочных материалов, из которого состоит щит Капитана Америки и костюм Чёрной пантеры.

## История публикации
Вибраний впервые появился в Daredevil № 13 (февраль 1966), который был написан Стэном Ли и проиллюстрирован Джоном Ромитой. Здесь вибраниум был необычным металлическим элементом с явно странными свойствами. С этой точки зрения в непрерывности Marvel было установлено, что существует несколько вариантов этого элемента, которые можно найти в изолированных регионах по всему миру. Вариант, впервые введенный в Daredevil # 13, в конечном итоге стал известен как Анти-Металл. Уникальный атрибут этого варианта состоит в том, что он может прорезать любой известный металл. Во Вселенной Marvel Анти-металл традиционно можно найти только в Антарктиде. Позже в Fantastic Four № 53 (август 1966) Стэном Ли и Джеком Кирби была введен новый вариант вибраниума в изолированной стране Ваканде. Этот вариант имел уникальный атрибут способности поглощать звук. Этот вариант чаще всего идентифицируется в непрерывности как просто вибраниум.

## Вымышленная история
Во Вселенной Marvel вибраниум впервые попал на Землю с метеоритом 10 000 лет назад. Первое зарегистрированное открытие вибраниума было во время экспедиции в Антарктиду. Найденный там изотоп вибраниума был назван «Анти-металл» из-за его свойства растворения других металлов.
Изотоп вибраниума найденный в Ваканде способен поглощать кинетическую энергию, звуковые волны и другие вибрации. Их воздействия делают металл прочнее.
Впервые был обнаружен ваканданским королём Т'Чакой, отцом Т'Чаллы. Чтобы защитить этот ресурс, он скрыл свою страну от внешнего мира. Т'Чака активно финансировал развитие своей страны, иногда продавая небольшие партии металла. В результате Ваканда стала одной из наиболее передовых в мире стран.
В начале 1940-х годов небольшое количество вакандского вибраниума попало в руки ученого Майрона Маклайна. Он пытался создать сплав железа и вибраниума для новых типов танковой брони, но эксперименты не приносили плодов. Однажды, после множества попыток, Майрон случайно получил образец сплава, после чего, однако, последовали десятилетия попыток повторить успех. Единственный случайный образец, обладая сверхупругими и сверхпрочными свойствами, использовался для создания щита Капитана Америки.
Продолживший эксперименты Маклайн в 1960-х годах сумел разработать практически неразрушаемый сплав Адамантий, ставший основой скелета мутанта Джеймса Хоулетта, также известного как Росомаха.
Став королем Ваканды, Т'Чалла положил конец изоляции своей страны от остального мира, По примеру своего отца он также продал часть вибраниума тщательно проверенным организациям и использовал прибыль, чтобы продолжать дело развития Ваканды. Хотя на протяжении многих лет многие пытались незаконно получить доступ к залежам вибраниума в Ваканде, большинство попыток успешно пресекались.
Во время Секретного вторжения на Землю Скруллы приняли личности агентов Щ.И.Т. и порабощенных уроженцев Дикой Земли, чтобы добыть Анти-металл. Они также вторглись в Ваканду. Ваканданы успешно отбили атаку.
Когда Ваканда была политически захвачена ксенофобными Дестуриями, они предоставили Доктору Думу доступ к запасам вибраниума в стране. Страх Дума использовал бы его для усиления своих мистических энергий, Т'Чалла активировал отказоустойчивость, которую он разработал, что превращало весь обработанный вибраниум в инертный.
Слухи о его чуждом происхождении уже подтвердились, в то время как большая часть мирового вибраниума практически полностью ликвидирована, некоторые планетные системы несут достаточный запас минерала в пределах некоторой внеземной биосферы, как это было в случае с планетой беженцев, Империя Стартакс пыталась восстановить во время космических путешествий Капитана Марвел. Вследствие непрерывности широкомасштабной перезагрузки мультиверсии под названием «Войны: Боевой мир» обилие вибраниума в Ваканде и за ее пределами возросло до значительных чисел, преступников мутантов, которые Ванишер совершал и продавал Ваканданский вибраниум на черном рынке в Нью-Йорке.

## Свойства вибраниума
Во вселенной Marvel Comics вибраниум представляет собой редкое металлическое вещество внеземного происхождения.
На Земле известны два его изотопа:

### Вакандский вибраниум
Является наиболее распространенным, поэтому его подразумевают говоря «вибраниум». Это редкое вещество, родственное только вымышленной маленькой африканской нации Ваканды.
Вакандский изотоп обладает способностью поглощать все колебания в окрестности, а также направленную на него кинетическую энергию. Энергия, поглощенная, сохраняется в пределах связей между молекулами, которые составляют вещество. В результате кинетическая энергия рассеивается внутри связей. Существуют ограничения для мощности, которые могут быть сохранены, и хотя точные ограничения еще не известны, примеров было несколько. Одним из таких примеров был тот факт, что нефтяной конгломерат Roxxon обнаружил, что маленький остров в Южной Атлантике имеет основу, состоящую из вибраниума. Из-за этого Roxxon счел необходимым уничтожить остров и таким образом взорвать его бомбами.
Эта разновидность вибраниума является мощным мутагеном. Вибраниум подвергал мутации многих жителей Ваканды. Его излучение также пронизывало большую часть флоры и фауны Ваканды, включая Сердцеобразное растение, съеденное членами Культа Черной Пантеры и плоти Белой Гориллы съеденный членами Культа Белой Гориллы. Оба дают сверхчеловеческие способности каждому, кто их ест.
Считается также, что он значительно улучшает мистическую энергию.

### Антарктическая форма
Этот изотоп, более известный как анти-металл, является родным для дикой земли. Это изменение приводит к колебаниям определенной длины волны, которые разрушают молекулярные связи в других металлах, вызывая их разжижение. Если огромные количества антиметалла собираются вместе, вибрации экспоненциально возрастают. Анти-металл способен приобретать искусственную и неустойчивую форму Вакандской разновидности вибраниума после воздействия бомбардировки определенными частицами из ускорителя.

## Рак вибраниума
Когда маленькое субмолекулярное несовершенство было введено в щит Капитана Америки, каждое воздействие за эти годы распространялось на соседние молекулы. Он рос до тех пор, пока молекулярные связи щита не были полностью разрушены, разрушая щит. Разрушающий эффект продолжал распространяться на другие вибрации, не связанные со щитом. Это создало вибрационный «рак» - ударную волну, распространяющуюся по всему миру. Он насильно взрывал любую найденную им вибрацию, от месторождений полезных ископаемых до компонентов кораблей или оборудования. Ударная волна направлялась в «Большой курган вибрации» в Ваканде, где образовавшийся взрыв мог уничтожить мир. С помощью невольной помощи злодея Кло Капитан Америка смог остановить рак и восстановить свой щит.

## Известные применения
Из-за природы вибраниум встречается в использовании во многих Вселенных Marvel, в том числе: (Примечание: Вакандский разновидный вибраниум называется вибраниумом, а антарктический виброамперский вид называется анти-металлом или антарктическим вибраниумом)
- Он наиболее известен тем, что использовался при создании щита Капитана Америки,[13] у него был ультра-упругий вибраниумно-железный сплав, созданный доктором Мироном Маклейном.[14] Эта формула никогда не воспроизводилась, несмотря на многочисленные попытки.[15]
- После того, как Стив Роджерс подал в отставку в роли Капитана Америки,[16] Черная Пантера послал ему новый чистый вибраниумный щит.[17] Когда Роджерс возобновил свою роль Капитана Америки, вибраниумный щит был предоставлен США агенту.[18]
- В качестве США агента Джон Уокер также использовал два других щита из вибраниума: «щит орла», который он использовал в качестве члена жюри,[19] и «звездный щит», который он использовал в качестве члена «Новых захватчиков».[20]
- Черная Пантера использует вибраниумные сетки из микро-тканей в своей форме, которая лишает входящие объекты их импульса.[21]

## Инциденты, связанные с вибраниумом
- В 1915 году экспедиция обнаружила Анти-Металл в Антарктиде.
- История «Флаги наших отцов», которая происходит во время Второй мировой войны, рассказывает, как Черная Пантера, Капитан Америка, Сержант Фьюри и его ревущие коммандос сражаются с нацистами, которые хотят украсть вибраниум из Ваканды.[22][23]
- Скруллы поработили Дикую Землю, чтобы добыть Анти-металл.
- Стремясь воспроизвести специальную композицию вибраниума щита Капитана Америки, доктор Майрон Маклейн, создатель указанной композиции, создал «Истинный Адамантий».
- Расхититель, злой брат Ка-Зара, планировал использовать вибраниум, чтобы сделать оружие, с помощью которого можно захватить мир.
- Дьабло стал правителем Тьерра-дель-Майз, южноамериканской страны, известной своими крупными месторождениями вибраниума. Хотя Организация Объединенных Наций решила не вмешиваться во внутренние дела страны, Канада по-разному подумала и послала «Отряд Альфа» на вмешательство.
- Когда Доктор Дум получил доступ к хранилищам вибраниума в Ваканде, Т'Чалла активировал отказоустойчивость, которая превращала все обработанные вибрационные инертные вещества.[7]
- Оба соединения вибраниума были обработаны Джеком О Фонаристом и Преступником, а затем переданы производителю оружия Nrosvekistanian в Восточной Европе для целей арсенализации.[24]
- Капитан Марвел обнаружил, что вибраниум на самом деле чуждый по происхождению во время летального отравления Spartax Mining & contuggling Op.[10]
- Вибраниум в Ваканде и во всем мире был восстановлен после событий Бэтлворда.[9]

## Вне комиксов

### Телевидение
- В мультсериале «Человек-паук и его удивительные друзья», в серии Приключения Людей Икс, злодей Кибериад захватывает Людей Икс в их собственной Комнате опасностей с ловушками, предназначенными для использования их наибольших недостатков. Когда Кибериад уводит в ловушку нового члена Людей Икс Китти Прайд, он запирает её в комнате из вибраниума , оставляя её беспомощной. Мутация Прайд - это способность «фазировать» или проходить сквозь твердую материю, но свойства «комнаты из вибраниума» мешает ей использовать свои силы, чтобы убежать. Впоследствии она была спасена и позже она помогла победить Кибериада.
- В мультсериале «Железный человек: Приключения в броне» в серии «Добыча Пантеры», сосредоточенной на Железном Человеке, а Черная Пантера работает, чтобы остановить Моисея Магнума от продажи А.И.М.. куска украденного вибраниума, чтобы дать МОДОКу «жизнь», как заявил Верховный Ученый. Он изображен как темно-серый металл, постоянно жужжащий светло-зеленой молнией. Позднее он используется для завершения проекта Джастина Хаммера: Титан, как описано господином Фиксом как единственный способ сделать его целым.
- Вибраниум играет центральную роль во многих эпизодах мультсериала «Чёрная пантера», созданного Marvel Animation и BET Entertainment.
- В телесериале Агенты «Щ.И.Т.» в серии «Колодец», в комнате для опроса автобуса, как утверждается, есть стены, облицованные сплавом из вибраниума. В серии «Любовь во время Гидры», «Одна дверь закрывается» и «Загробье», Брюс Бэннер сделал каюту для Щ.И.Т. называющейся Отбой, который сделан из вибраниума, для временно одаренных людей. В «Одна дверь закрывается» также было показано, что Панель инструментов Фьюри, который был предоставлен Филу Колсону, также сделан из вибраниума.
- В серии Marvel Anime: Блэйд» упоминается, что катана Блэйда состоит из сплава серебристого цвета.
- В мультсериале «Совершенный Человек-паук» в серии «Железный Стервятник» Гарри берет Питера Паркера и Майлза Моралеса в безопасную комнату от железного Стервятника, и он говорит, что комната сделана из вибраниума.
- В мультсериале «Человек-паук» одна из машин Высокий горизонт состоит из вибраниума, который саботировал Алистер Смайт.

### Фильмы
- В Ultimate Avengers: The Movie, вибраниум показан как металл, используемый Читаури (версия Скруллов в Ultimate Вселенной). Он используется в основном в корпусах их кораблей и личных доспехах. Позже один из их кораблей спасает Щ.И.Т. и использовался для создания щита Капитана Америки (который также был построен с Адамантией, хотя в комиксах в Ultimate Вселенной, его щит состоит только из Адамантия) и других предметов, таких как пули и ножи из вибраниума. В фильме Щ.И.Т. разработал спутник, получивший название «Щ.И.Т. 1», способный находить вибраниум на Земле. Это было сделано в попытке найти Читаури, и хотя это сработало, Читаури вскоре уничтожили его после его введения в фильм. И Щ.И.Т. знал, что вибраниум способен поглощать вибрации как ядерного взрыва, так и сами вибрации.
- В Ultimate Avengers 2: Rise of the Panther вибраниум служит в качестве более крупного сюжетного устройства, чем предыдущий фильм, поскольку причиной вторжения Читаури в Ваканду является массивная подземная поставка вибраниума с Ваканды. В фильме вибраниум показан как существенный источник энергии, поскольку конденсированные кубики вибраниума служат источником энергии для космических кораблей Читаури. Вибраниум также рассматривается как главный компонент многих видов оружия, используемых в Ваканде, что делает их достаточно мощными, хотя и недостаточно мощными, чтобы противостоять атаке Читаури. Вибраниум также ослабляется при воздействии гамма-излучения в фильме, что делает его разрушаемым Халком, потому что он выпускает взрыв, когда он атакует.
- Вибраниум появляется в Кинематической Вселенной Marvel и впервые назван на экране в фильме Первый мститель, который, как показано, существует в 1940-х годах. Говард Старк утверждает, что вибраниум сильнее, чем сталь, и весит всего одну треть. Он полностью поглощает вибрации. Весь вибраниум, доступный Старку, использовался, чтобы сделать щит капитана Америки.[25]
- В фильме «Мстители» щит Капитана Америки оказывается достаточно сильным, чтобы поглощать и отражать атаку молота Тора Мьёльнира
- В фильме «Первый мститель: Другая война», щит также демонстрирует способность подушки при падении с большей высоты.
- В фильме «Мстители: Эра Альтрона», Альтрон использует вибраниум африканского контрабандиста Улисса Кло для укрепления своих доспехов и создания тела Вижена.
- В фильме «Первый мститель: Противостояние» костюм Черной пантеры состоит из нитей вибраниума с выдвижными когтями из вибраниума.
- В фильме «Чёрная пантера» вибраниум показан, как основа цивилизации африканской страны Ваканда.

### Видеоигры
В компьютерной игре Marvel: Ultimate Alliance 2 нанитовый искусственный интеллект, известный как «Фолд», пытается собрать Вибраниум в Ваканде, чтобы построить башни связи по всему миру, распространив свой управляющий сигнал во всем мире. Хотя героям игры удается помешать вторжению, но слишком поздно, чтобы предотвратить строительство достаточно башен, чтобы сделать Фолда глобальной угрозой.

## Реальный материал
В 2016 году Hyperloop Transportation Technologies разработала настоящий интеллектуальный композитный материал под названием "вибраниум". Сообщается, что легкий материал из углеродного волокна для струй Hyperloop обеспечивает пассажирам двойную защиту от повреждения внешнего. Компания заявила, что её "вибраниум" в восемь раз легче алюминия и в 10 раз прочнее альтернатив стали. Умный материал может передавать критическую информацию о температуре, стабильности, целостности и т.д., беспроводной и практически мгновенный.